# 潘亮

潘亮，儿童文学作家、童话乐城创建人、郑渊洁研究者。

## 生平
- 1981年2月16日，出生于江苏省徐州市。从小喜爱读书、写作。

- 1994年10月3日，正式接触郑渊洁童话，受其影响至深，从此产生童话作家梦。

- 2000年9月，就读于徐州师范大学（现江苏师范大学）生命科学学院生物科学专业。毕业后曾在中学和大学任职。

- 2003年9月15日，建立童话乐城儿童文学网站。

- 2004年5月-6月，与童年偶像郑渊洁在北京两度会面，使隐居十年的郑渊洁作出“出山”的决定。

- 2005年10月，第一本童书《一定要把老师“搞掂”》出版，次年获得优秀畅销书奖，从此走上真正的童话作家路。

- 2007年7月，辞职从事专职儿童文学创作。

## 主要作品
代表作为“男生一号肖小笑”系列童书，讲述了由肖小笑、范弥胡、田田以及鹦鹉丢丢构成的“乐城铁三角”的故事。 
- 《一定要把老师“搞掂”》第一版封面《一定要把老师“搞掂”》（2005）
- 《我们给老师打分吧》（2006）
- 《别把学校当“鸟笼”》（2007）
- 《报告老师，我有意见》（2008）
- 《肖小笑的“铁三角”》（2009）
- 《迷糊大王范弥胡》（2009）
- 《嗲女生田田》（2009）
- 《邻班的漂亮女生》（2009）